# Свободная (Красноярский край)
Свободная — упразднённая деревня в Большемуртинском районе Красноярского края России. На момент упразднения входила в состав Российского сельсовета. Упразднена в 2001 году.

## География
Располагалась на ручье Каменный (приток реки Енисей), на расстоянии приблизительно 5 километров (по прямой) к северо-востоку от деревни Минск.

## История
В 1968 году указом ПВС РСФСР деревня при бригаде № 2 отделения № 2 Таловского совхоза переименована в Свободную.